# 歌川芳鷹
歌川 芳鷹（うたがわ よしたか、生没年不詳）とは、江戸時代の浮世絵師。

## 来歴
歌川国芳の門人。歌川の画姓を称し一峯斎と号す。作画期は嘉永の頃で、浅草花川戸に住む。その他の経歴や作については不明。